# Gilly
Gilly je obec na jihozápadě Švýcarska v okrese Nyon v kantonu Vaud. Leží poblíž Ženevského jezera. Žije zde přibližně 1 300 obyvatel.

## Geografie

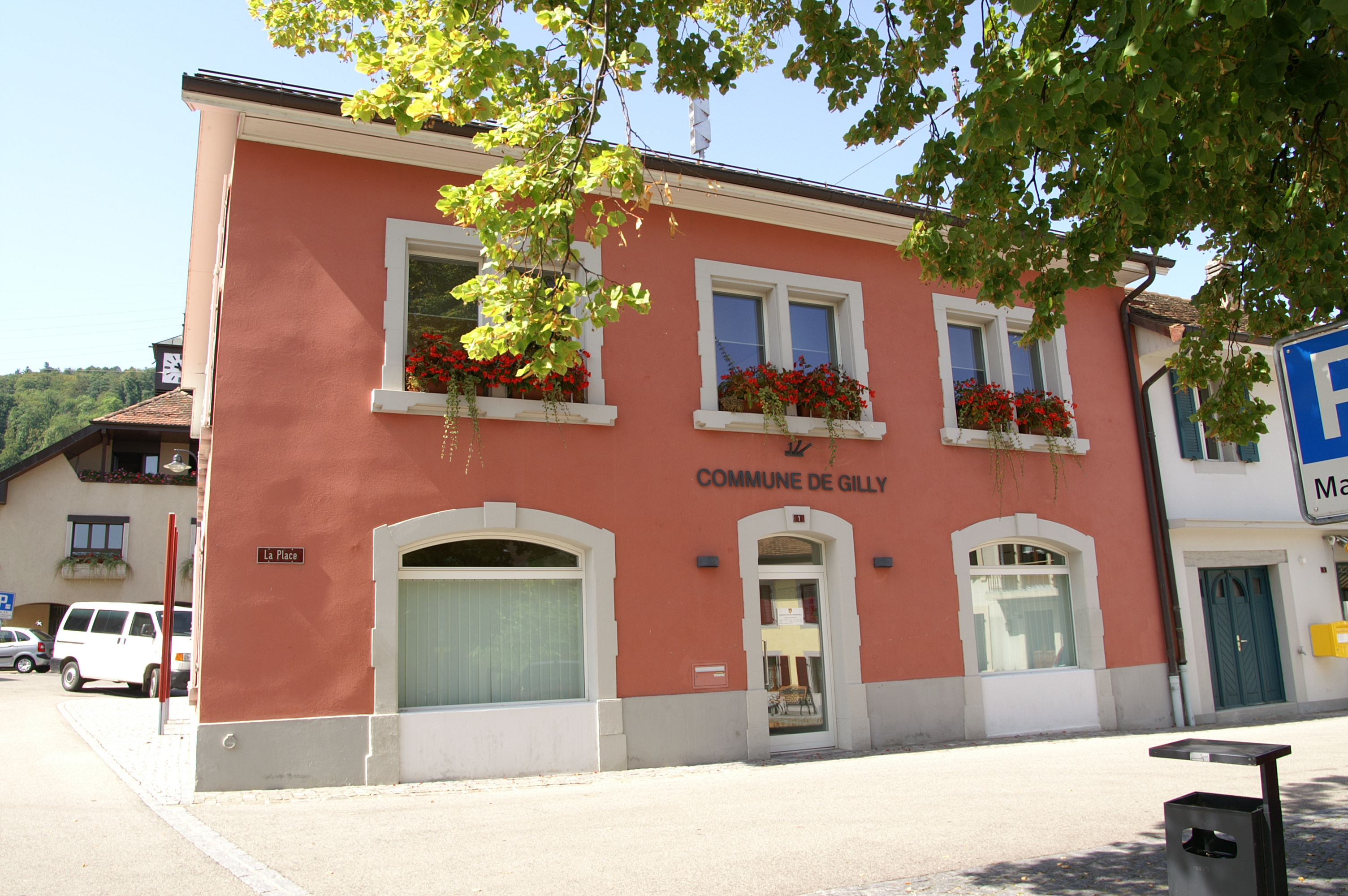
Obecní úřad

Gilly leží v nadmořské výšce 484 m, vzdušnou čarou 10 km severovýchodně od okresního města Nyon. Vinařská obec se nachází na mírně vyvýšeném místě na nižším jižním svahu oblasti Vaud Côte, v panoramatické poloze asi 100 metrů nad hladinou Ženevského jezera.
Území obce o rozloze 7,8 km² pokrývá část oblasti Vaud Côte. Území obce se rozkládá od břehu Ženevského jezera směrem na sever k náhorní plošině na úpatí Vaud Côte. Na něj navazuje strmý svah Côte po obou stranách potoka Flon de Vincy. Kotlina Flon de Vincy je zaříznuta do náhorní plošiny nad Côte. Nejvyššího bodu Gilly dosahuje v nadmořské výšce 895 m v lesní oblasti Le Saugey. Západní hranici tvoří potok Merdasson, který si u svého pramene v průběhu času rovněž vyhloubil hlubokou kotlinu Combe de Bursins, jejíž východní svah stále patří ke Gilly. V roce 1997 tvořila 9 % rozlohy obce zastavěná plocha, 35 % lesy a lesní porosty a 56 % zemědělství.
K obci Gilly patří vesnice Vincy (534 m n. m.) na svahu Côte západně od potoka Flon de Vincy a četné vinice a jednotlivé farmy. Sousedními obcemi jsou Bursinel, Bursins, Burtigny, Essertines-sur-Rolle, Tartegnin a Rolle.

## Historie
První písemná zmínka o obci pochází z roku 1179 pod názvem Jusliaco, jméno Gillie se objevuje v roce 1228. Název místa je pravděpodobně odvozen od galorománského osobního jména Gillius. Ve středověku vlastnil rozsáhlé pozemky v obci klášter Romainmôtier. Od 14. století patřilo Gilly postupně pánům z Rolle, Vincy a Mont-le-Grand.
Po dobytí Vaudu Bernem v roce 1536 přešlo Gilly pod správu panství Morges, kde mělo vlastní soud. Po pádu Staré konfederace patřila obec v letech 1798–1803 v období helvétského soustátí ke kantonu Léman, který byl poté po vstupu v platnost Ústavy o zprostředkování sloučen s kantonem Vaud. Roku 1798 byla přičleněna k okresu Rolle.

## Obyvatelstvo
| Rok            | 1850 | 1900 | 1910 | 1930 | 1950 | 1960 | 1970 | 1980 | 1990 | 2000 |
| Počet obyvatel | 622  | 646  | 631  | 608  | 514  | 507  | 568  | 588  | 693  | 768  |

Z celkového počtu obyvatel je 83,1 % francouzsky mluvících, 6,1 % německy mluvících a 3,9 % anglicky mluvících (stav v roce 2000). V roce 1850 žilo v Gilly celkem 622 obyvatel a v roce 1900 646 obyvatel. Poté, co počet obyvatel do roku 1960 klesl na 507, je od té doby opět pozorován vzestupný trend.

## Hospodářství
Až do druhé poloviny 20. století byla obec Gilly převážně zemědělskou obcí. Zemědělství hraje i dnes důležitou roli jako zdroj obživy obyvatel. Vinice se pěstují po celém úbočí Côte pod nadmořskou výškou 550 až 600 metrů. Na náhorní plošině na úpatí svahu převládá na úrodných půdách orná půda a ovocnářství. Další pracovní příležitosti jsou k dispozici v průmyslu a především ve službách. Na území obce se nachází východní část odpočívadla La Côte na dálnici A1 (Ženeva–Lausanne). Díky své atraktivní poloze se obec v posledních desetiletích rozvinula v rezidenční obec. Mnoho pracujících pracuje mimo obec a někteří dojíždějí až do Lausanne a Ženevy.

## Doprava

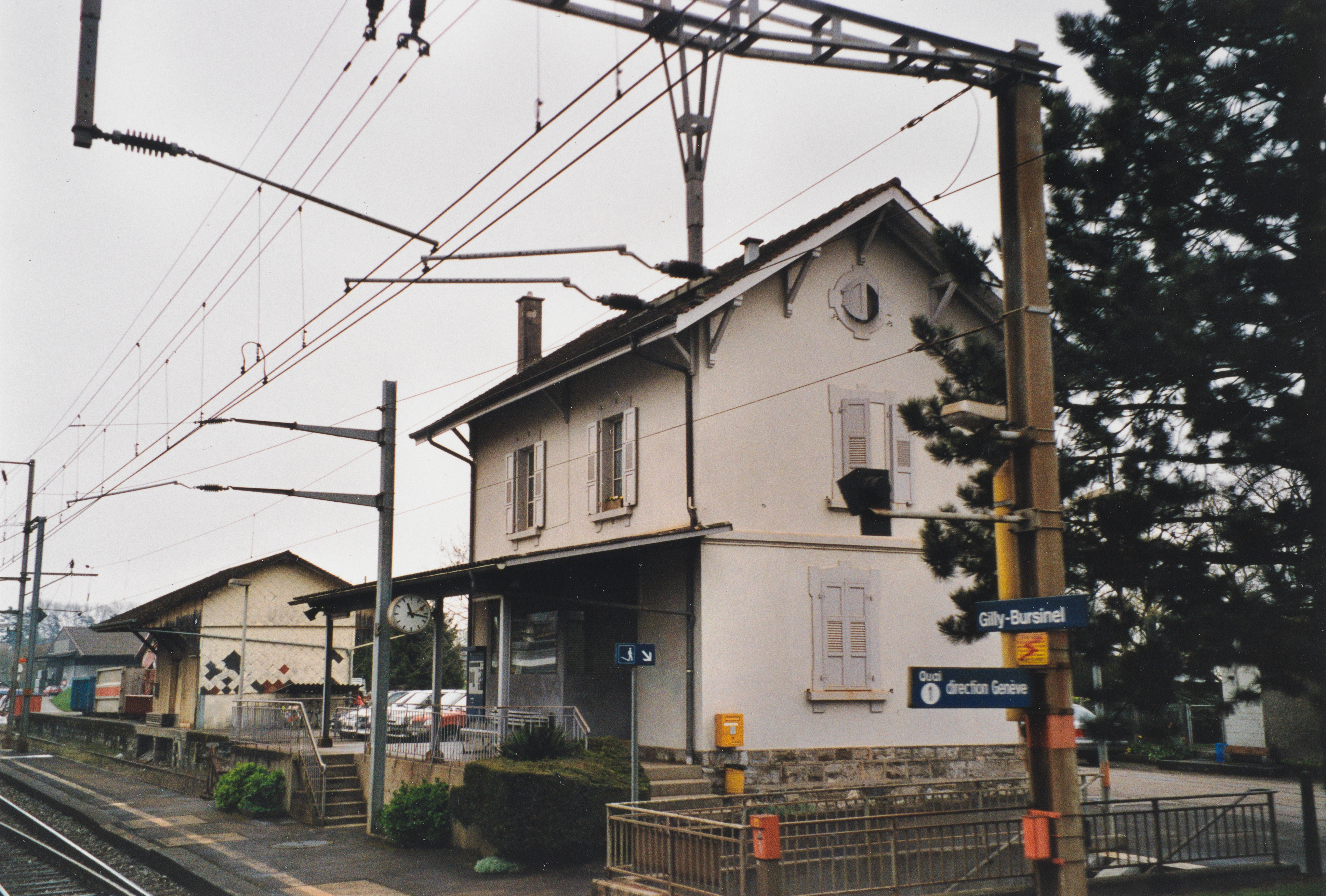
Železniční stanice Gilly-Bursinel

Obec má dobré dopravní spojení. Leží přímo nad hlavní silnicí vedoucí z Nyonu po svazích Côte do Aubonne. Gilly je napojeno na síť veřejné dopravy prostřednictvím linky Postbusu z Glandu do Rolle. Dne 14. dubna 1858 byl zprovozněn úsek železniční trati Lausanne–Ženeva z Morges do Coppet. Železniční stanice Gilly-Bursinel se nachází těsně za obcí.